# 백산상회
백산상회(白山商會)는 1914년에 안희제가 세운 민족기업이다. 백산(白山)은 설립자인 안희제의 호이다. 그는 구국운동도 경제 문제 해결이 선행되어야 한다는 것을 인식하고 1914년에 영남 지역의 대지주들인 이유석, 추한식 등과 함께 백산상회를 설립한 뒤 독립운동 단체의 연락 및 자금공급에 주력하였다. 특히 국권회복단 등과 연계하여 대구, 서울, 원산, 안동, 봉천 등지에 지점과 연락사무소를 설치한 1916년 이후 더욱 활발한 활동을 펼쳤다.
3·1운동 전후로 상기한 활동에 고무된 뜻 있는 유지들의 성원을 통해 백산상회는 1919년 6월 10일 백산무역 주식회사로 확장 개편하였는데, 사장 최준과 전무 윤상태를 비롯하여 안희제, 최태욱, 이종화, 윤현태, 강복순, 남형우, 허만정 등이 주주로서 참여하였다. 개편 이후에도 활발한 활동을 전개하였으나 이를 눈치 챈 일본경찰이 계속적인 수색, 감금, 고문, 장부검열 등의 탄압을 자행하자 이를 견디지 못하고 1927년에 해산되었다.
백산상회는 상하이임시정부 등에 자금과 정보를 제공하는 역할을 했기 때문에 수입보다 지출이 많아서, 주주들은 불평 없이 추가 불입으로 회사의 적자 위기를 막았다. 경북 경주시 교동의 최부잣집은 구한말 의병과 일제강점기 독립운동가의 은신처였으며, 경주 최부잣집의 최준은 안희제와 함께 독립운동의 자금줄인 백산상회를 운영했다.

## 같이 보기
- 안희제
- 최준